# 루프 양자 중력 연구원 목록
위키백과 문서가 있는 루프 양자 중력 물리학 분야의 연구원 목록이다.
- 압하이 아쉬테카르, 펜실베니아 주립대학교, 미국
- 존 바에즈, 리버사이드 캘리포니아 대학교, 미국
- 오렐리앙 바로, 그레노블 알페스 대학교, 그르노블, 프랑스
- 존 W. 배럿, 노팅햄 대학교, 영국
- 유지노 비안치, 펜실베이나 주립대학교, 미국
- 마틴 보조발트, 펜실베니나 주립대학교, 미국
- 알레한드로 코리히, 멕시코국립자치대학교, 멕시코
- 비안카 디트리히, 페리미터 이론물리학 연구소, 캐나다
- 로랑 프리델, 페리미터 이론물리학 연구소, 캐나다
- 로돌포 감비니, 공화국 대학교, 우루과이
- 제르지 레반도프스키, 폴란드 바르샤바 대학교
- 조지 풀린, 루이지애나 주립대학교, 미국
- 카를로 로벨리, 이론 물리학 센터, 프랑스 국립 과학연구 센터 (CNRS), 엑스 마르세유 대학교 및 툴롱 대학교, 마르세유, 프랑스
- 리 스몰린, 페리미터 이론물리학 연구소, 캐나다
- 토마스 티만, 프리드리히 알렉산더 대학교 에어랑겐-뉘른베르크, 독일

## 같이 보기
- 양자 중력 연구원 목록
- 일반 상대성 이론의 기여자 목록